# Skyranger 30
Skyranger 30 — баштова система протиповітряної оборони малого радіусу дії, розроблена Rheinmetall Air Defence AG (раніше Oerlikon) і вперше представлена в березні 2021 року. Її роль полягає в тому, щоб забезпечити наземні підрозділи мобільною системою, здатною вражати літаки з нерухомим крилом і гвинтокрильні літальні апарати, безпілотні літальні системи груп I та II, дрони-камікадзе і крилаті ракети.

## Будова

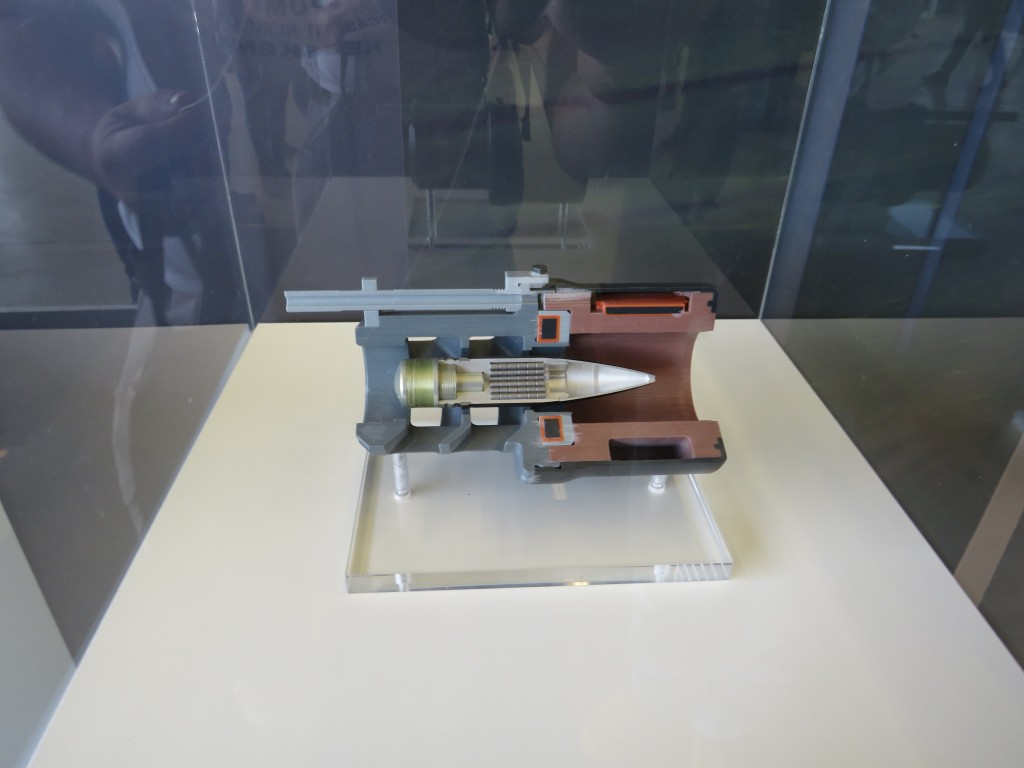
Фото в розрізі 30-мм пострілу, на якому видно вольфрамові циліндри всередині

Skyranger 30 має ту саму загальну конфігурацію, що й Skyranger 35, дистанційна башта з баштовим кільцем діаметром 1,414 м, але має меншу вагу на 2-2,5 тонни, що дозволяє встановлювати її на легші колісні транспортні засоби 6×6. Башта має центральну броньовану конструкцію з базовим рівнем захисту 2, яку можна оснастити додатковою бронею для збільшення до рівня 4. Вона оснащена модифікованою версією 30-мм гармати Oerlikon KCA, яка використовується на винищувачі Saab 37 Viggen під назвою KCE.
Хоча Skyranger 30 має меншу ефективну дальність стрільби, ніж Skyranger 35 — 3 км, вона має вищу скорострільність — 1 200 пострілів на хвилину. Гармата зберігає здатність підніматися на 85° для боротьби з кінцевими пікіруючими цілями. До застосування у башті готові 252 набої. Гармата стріляє 30-мм боєприпасами повітряного вибуху на базі 35-мм боєприпасів AHEAD, які містять 160 вольфрамових циліндрів, кожен вагою 1,25 грама, із загальним корисним навантаженням 200 грамів, який запрограмований у часі після виходу з дула, щоб вибухнути перед ціллю, щоб утворюють уражаючий конус.
Додаткові функції включають дві пускові установки ROSY (Rapid Obscuring System) з дев'ятьма багатоспектральними димовими гранатами кожна, люк у стелі корпусу для командира машини, щоб бачити поле бою ззовні, і спарений кулемет, встановлений ліворуч від основної гармати для використання як зброя самооборони.
Завдяки зменшеній вазі системи башта Skyranger 30 здатна інтегрувати дві ракети «земля-повітря» (ЗРК) малої дальності. Можна інтегрувати ракети, керовані лазерним променем або інфрачервоним самонаведенням, такі як FIM-92 Stinger або Mistral, а також Skyknight. Залежно від типу ракети мають дальність ураження до 8-9 км, а гармата покриває простір мінімальної дальності ураження.
Для виявлення цілей Skyranger 30 використовує багатоцільовий радар з активною фазованою антенною решіткою S-діапазону, розроблений Rheinmetall Italia. П'ять плоских антен, вбудованих навколо башти, забезпечують повне покриття 360°. Багатоцільовий радар має дальність виявлення понад 20 км для літака з ефективною площею розсіювання 1 м², 12 км для зависаючих вертольотів, 10 км для ракет і 5 км для RAM-цілей і мікро-БПЛА. Для пасивного виявлення на транспортному засобі встановлено FIRST (систему швидкого інфрачервоного пошуку і відстеження) Rheinmetall, який оптимізований для виявлення спливаючих цілей, таких як вертольоти. Ідентифікація та відстеження здійснюється за допомогою компактного цілевказівника, який має одну теплову HD-камеру MWIR, одну телевізійну Full HD-камеру і два лазерних далекоміри, один призначений для повітряних цілей, а інший — для наземних цілей.
Розглядаються додаткові надбудови, включаючи системи радіоелектронної боротьби у вигляді локаторів пасивних випромінювачів для захоплення сигналів каналу передачі даних БПЛА, а також пристрої радіочастотних перешкод для глушіння таких каналів для нейтралізації БПЛА без використання кінетичних ефекторів.
Наприкінці 2021 року Rheinmetall представила високоенергетичний лазер (HEL) Skyranger 30, призначений для підвищення здатності системи нейтралізувати невеликі цілі на більшій відстані та з меншими витратами. Початковий рівень потужності становить 20 кВт, з найближчою метою збільшити її до 50 кВт і ідеальною ціллю у 100 кВт.

## Оператори

### Майбутні оператори
- Угорщина — у 2021 році уряд Угорщини підписав меморандум про взаєморозуміння щодо розробки ракети протиповітряної оборони на базі Lynx із використанням башт Skyranger 30 з ракетами Mistral.[2][7]
- Данія — восени 2024 Міністерство оборони повідомило про підписання контракту на закупку 16 зенітних систем Skyranger 30 для нової бригади протиповітряної оборони. Строки виконання замовлення заплановано до 2028[8]

Шасі Pindad Badak із макетом башти Oerlikon Skyranger 30 було показано в Індонезії на виставці Indo Defence Expo & Forum 2022. Індонезія офіційно не заявляла про свої плани придбання системи.